# جيمس ببكر
جيمس ببكر (بالإنجليزية: James Baker)‏ (3 أغسطس 1911 بولفرهامبتن في المملكة المتحدة - 22 فبراير 1974 في المملكة المتحدة) هو لاعب كرة قدم بريطاني (وحمل سابقاً جنسية المملكة المتحدة لبريطانيا العظمى وأيرلندا) في مركز الدفاع. لعب مع بورت فايل وتشارلتون أثلتيك ووولفرهامبتون واندررز ونادي بارو.

## وصلات خارجية
- جيمس ببكر على موقع قاعدة بيانات كرة القدم.إي يو (الإنجليزية)